# Compagnia di San Girolamo e San Francesco Poverino

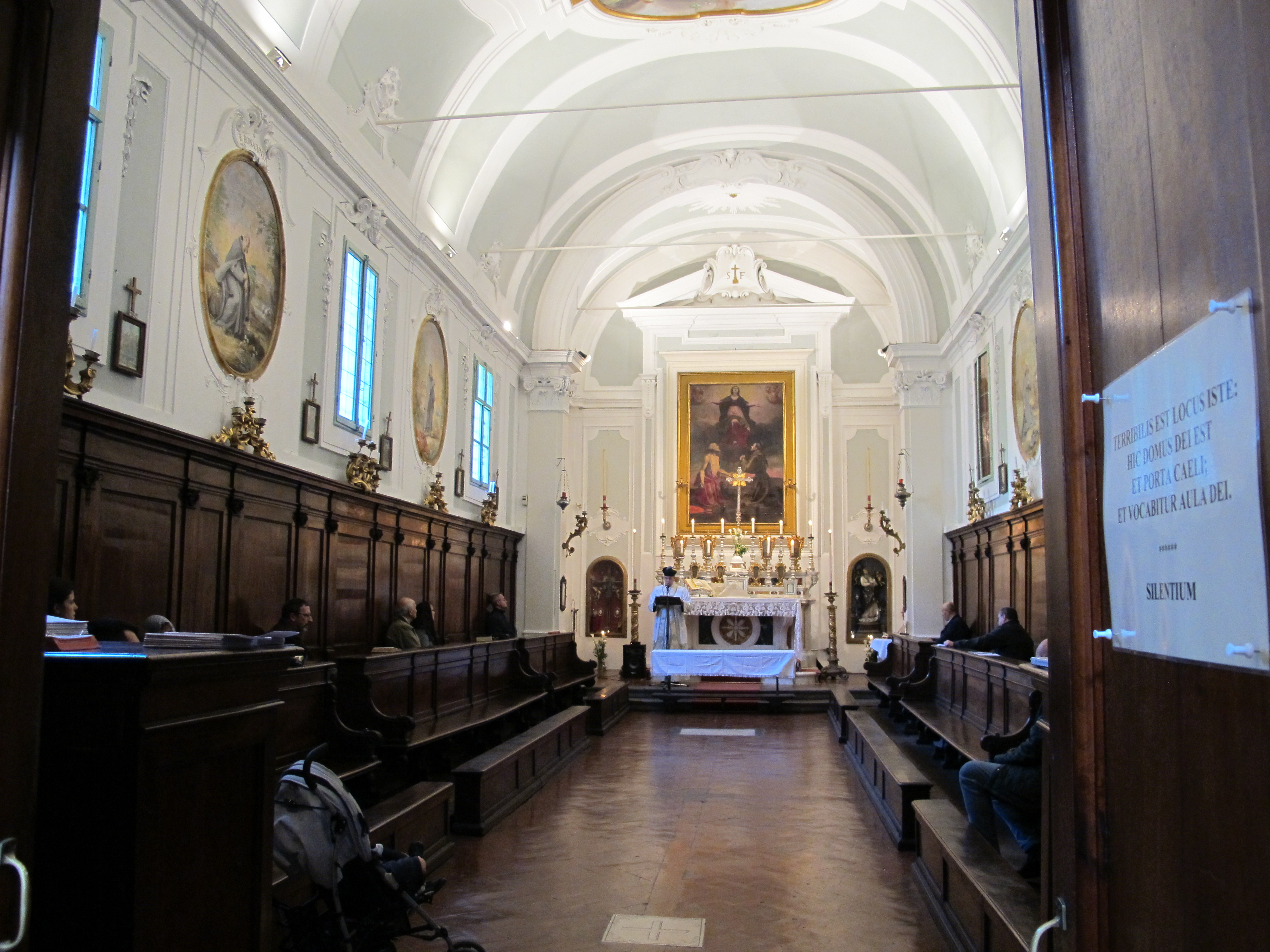
L'oratorio oggi detto di San Girolamo e San Francesco Poverino, già di San Filippo Benizi

La Venerabile confraternita di San Girolamo e San Francesco Poverino in San Filippo Benizi è una confraternita di Firenze. Tuttora esistente, nacque nel 1912 dalla fusione della buca di San Girolamo con la Compagnia di San Francesco Poverino, ed ebbe sede nell'oratorio a lato del loggiato dei Serviti, già sede della soppressa Compagnia di San Filippo Benizi.

## Storia

### La Buca di San Girolamo

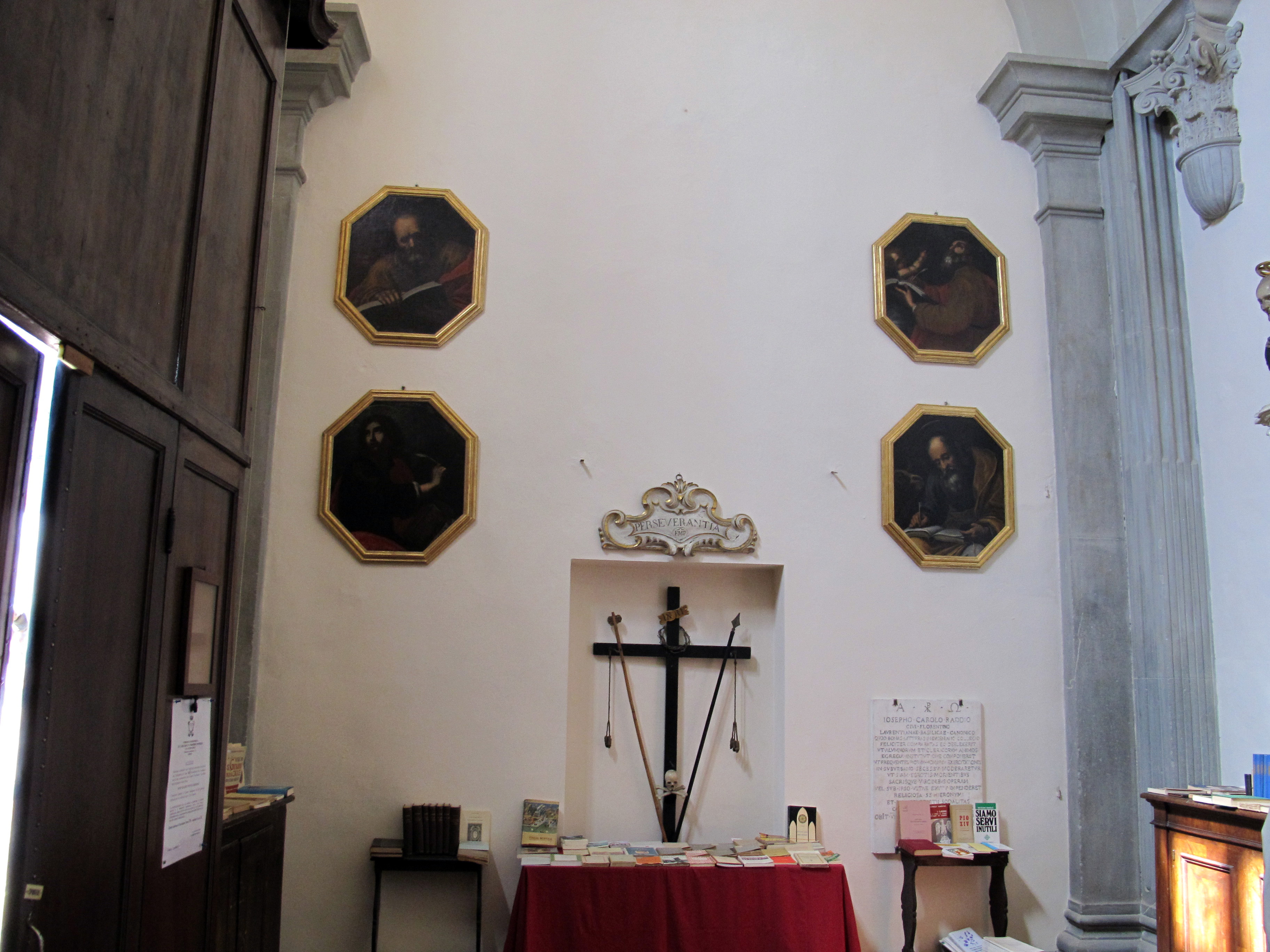
L'interno dell'oratorio di San Francesco Poverino con lo stemma della confraternita di San Girolamo e la sigla "FMP"

La confraternita era sorta verso il 1360 come "Compagnia di Santa Maria della Pietà" presso il convento di San Girolamo a Fiesole, attorno alla figura carismatica del beato conte Carlo Guidi da Montegranelli, fondatori dei Girolamini (congregazione approvata poi nel 1405). 
Dal 1412 la Compagnia si trasferì nei sotterranei dello spedale di San Matteo, con accesso da via della Sapienza (oggi via Cesare Battisti). In quel periodo prese in nome popolare di "buca di San Girolamo", dal fatto che si riuniva in ambienti sotterraneo (le "buche") e che proveniva da San Girolamo a Fiesole; inoltre veniva detta di "via della Sapienza" per distinguersi dalla buca di San Girolamo sulla Costa San Giorgio. Era detta anche "dei Leoni" perché nell'antistante palazzo si trovava il serraglio dei leoni allevati a spese del Comune. 
Le adunate avvenivano ogni due sabati e in occasione di alcune festività, ed erano caratterizzate dalla preghiera silenziosa. Inoltre presso l'ospedale di San Matteo offrivano assistenza medica ai propri iscritti e ai loro familiari.
Da questa Compagnia, nel 1441, Antonino Pierozzi (che ne faceva parte con l'incarico di Correttore) prelevò dodici personalità per fondare i Buonomini di San Martino. 
Nel censimento del 1783, contava ben 500 iscritti, tra ecclesiastici, nobili, cittadini e artisti. Tra i membri illustri, oltre al già citato sant'Antonino Pierozzi, vi furono san Bernardino da Siena, papa Paolo II, Leone XI, il letterato Feo Belcari e numerosi ecclesiastici di rango come vescovi e cardinali. 
La confraternita fu una delle nove, in tutta la Toscana, ad essere risparmiata dalle soppressioni di Pietro Leopoldo del 1785. Tuttavia quello stesso annola loro sede venne espropriata per la creazione dell'Accademia di Belle Arti, ottenendo però la sede della soppressa Compagnia di San Filippo Benizi presso il Loggiato dei Serviti, in piazza della Santissima Annunziata. Qui portò le opere d'arte accumulate nel corso degli anni, tra cui la pala di Jacopo da Empoli, la statua di San Girolamo attribuita a un artista vicino ad Andrea del Castagno, il Crocifisso del Verrocchio (oggi al Museo del Bargello).
Lo stemma della Compagnia era d'azzurro con tre lettere F M P d'oro disposte in fascia ("Fraternitas [Sanctae] Mariae Pietatis".
Nel 1912 si fuse con la Compagnia di San Francesco Poverino.

### La Compagnia di San Francesco Poverino

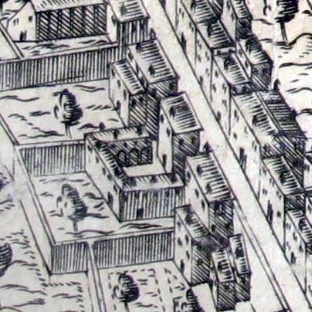
La sede originaria della Compagnia di San Francesco Poverino nella pianta del Buonsignori (1594)

La Compagnia di San Francesco Poverino nacque a metà del XV secolo presso la chiesa di San Niccolò Oltrarno come confraternita di disciplinati. I documenti relativi alla fondazione andarono probabilmente perduti durante un'alluvione, quando spesso andavano distrutti gli archivi di tutte quelle parrocchie invase dalle acque. In ogni caso la confraternita è ricordata in un documento del 1527, con circa 300 confratelli, e nel Capitoli del 1670 si ricorda come dal 1603 la sede fosse stata spostata in via San Zanobi, nel tratto più vicino a via delle Ruote. Più avanti la Compagnia divenne a numero chiuso, limitando gli iscritti al numero simbolico di settantadue, come i Discepoli di Cristo. Esisteva poi una confraternita gemella "della Notte" che si riuniva negli stessi ambienti ma per la preghiera notturna alla vigilia delle feste.
I partecipanti erano soprattutto provenienti dal popolo minuto, soprattutto torcitori e tintori di panni. Le riunioni di preghiera avvenivano ogni seconda e quarta domenica del mese, per le feste degli Apostoli, della Quaresima e della Settimana Santa, e per la festa del patrono san Francesco il 4 ottobre. I membri sfilavano nella processione del Corpus Domini al Duomo di Firenze e nell'ottava domenica del tempo ordinario, inoltre ogni tre anni si recavano in pellegrinaggio alla Madonna dell'Impruneta. Oltre agli aspetti devozionali, la confraternita si occupava di mutua assistenza in caso di malattia o di indigenza di un partecipante o di un suo familiare. 
Lo stemma era d'azzurro con tre lettere d'oro S F P con segni diacritici, disposte in 1.2. 
La Compagnia di San Francesco Poverino venne soppressa de Pietro Leopoldo il 21 marzo del 1785, ma ripristinata nel 1790, riacquistando l'antica sede nel frattempo venduta a privati, ma vendendola poi nuovamente nel 1794 a un certo Giovacchino Collini con diritto di uso in comodato. Tuttavia nel 1844 il loro oratorio fu demolito per la costruzione di via XVII Aprile, nell'ambito dei lavori per la creazione del quartiere di Barbano. Fino al 1906 si riunirono dunque nella chiesa di San Giovannino dei Cavalieri, per poi trasferirsi presso la sede la Compagnia di San Girolamo, che si riuniva in piazza della Santissima Annunziata. Le due confraternite si aggregarono poi ufficialmente nel 1912.

### La Compagnia oggi
La Compagnia di San Girolamo e San Francesco Poverino oggi si ritrova ancora nell'oratorio in piazza della Santissima Annunziata. Gestisce inoltre una mensa per i poveri, che venne scelta da papa Francesco per pranzare durante la sua visita a Firenze del 10 novembre 2015.